# Лоцдистанция
Лоцдистанция — устаревшее название гидрографических подразделений советского флота, которые существовали в 30-х годах XX века. В настоящее время их функции возложены на участковые и районные отделы гидрографической службы.
Персонал лоцдистанций отвечал за состояние фарватеров, работу береговых маяков, навигационных огней и их ограждение. Кроме этого, он занимался обслуживанием навигационного оснащения, например — установкой, контролем и снятием средств навигационного оборудования в своей зоне ответственности. В составе некоторых лоцдистанций имелись лоцманы и лоцмейстерства, которые работали в районах крупных портов. Лоцмейстеры подчинялись либо начальнику своей лоцдистанции, либо непосредственно начальнику гидрографической службы. Для выполнения своих служебных обязанностей они пользуются гидрографическими, техническими и другими судами.